# کینزویل
کینزویل (به انگلیسی: Cainsville) یک شهر در ایالات متحده آمریکا است که در شهرستان هریسون، میزوری واقع شده‌است. کینزویل ۳٫۵۵ کیلومتر مربع مساحت و ۲۹۰ نفر جمعیت دارد و ۲۶۳ متر بالاتر از سطح دریا واقع شده‌است.